# Hans-Dietrich Genscher
Hans-Dietrich Genscher GCC (Reideburg, Alemanha, 21 de março de 1927 – 31 de março de 2016) foi um político alemão reformado da vida ativa, ex-ministro dos Negócios Estrangeiros da antiga  Alemanha Ocidental entre 1974 e 1992.

## Biografia
Foi Ministro Federal do Interior de 1969 a 1974, e como Ministro Federal das Relações Exteriores e vice-chanceler da Alemanha de 1974 a 1992 (exceto por uma pausa de duas semanas em 1982, depois que o FDP deixou o terceiro gabinete Helmut Schmidt ), tornando-o o ocupante mais antigo de qualquer um dos cargos e a única pessoa a ocupá-lo. Estes cargos sob dois chanceleres diferentes da República Federal da Alemanha. Em 1991 foi presidente do Organização para a Segurança e Cooperação na Europa (OSCE).
Proponente da Realpolitik, Genscher foi chamado de "mestre da diplomacia". Ele é amplamente considerado como tendo sido o principal "arquiteto da reunificação alemã". Em 1991, ele desempenhou um papel fundamental na diplomacia internacional em torno da dissolução da Iugoslávia, pressionando com sucesso pelo reconhecimento internacional da Croácia, Eslovênia e outras repúblicas que declararam independência, em um esforço para interromper "uma tendência em direção a uma Grande Sérvia". Depois de deixar o cargo, trabalhou como advogado e consultor internacional. Foi presidente do Conselho Alemão de Relações Exteriores e esteve envolvido com várias organizações internacionais, e com o ex-presidente tcheco Václav Havel, ele pediu a construção de um museu da Guerra Fria em Berlim.

## Publicações selecionadas
- Die Rolle Europas im Kontext der Globalisierung, in: Robertson-von Trotha, Caroline Y. (ed.): Herausforderung Demokratie. Demokratisch, parlamentarisch, gut? (= Kulturwissenschaft interdisziplinär/Interdisciplinary Studies on Culture and Society, Vol. 6), Baden-Baden 2011, ISBN 978-3-8329-5816-9
- (Ed.): Nach vorn gedacht … Perspektiven deutscher Aussenpolitik. Bonn Aktuell, Stuttgart 1987, ISBN 3-87959-290-X.
- Zukunftsverantwortung. Reden. Buchverlag Der Morgen, Berlim 1990, ISBN 3-371-00312-4.
- Unterwegs zur Einheit. Reden und Dokumente aus bewegter Zeit. Siedler, Berlim 1991, ISBN 3-88680-408-9.
- Wir wollen ein europäisches Deutschland. Siedler, Berlim 1991, Goldmann 1992 ISBN 3-442-12839-0.
- Politik aus erster Hand. Kolumnen des Bundesaußenministers a. D. Hans-Dietrich Genscher in der Nordsee-Zeitung Bremerhaven. Nordwestdeutsche Verlags-Gesellschaft, Bremerhaven 1992, ISBN 3-927857-36-X.
- Kommentare. ECON-Taschenbuch-Verlag, Düsseldorf/Wien 1994, ISBN 3-612-26185-1.
- Erinnerungen. Siedler, Berlin 1995, ISBN 3-88680-453-4; Goldmann, München 1997, ISBN 3-442-12759-9.
- Sternstunde der Deutschen. Hans-Dietrich Genscher im Gespräch mit Ulrich Wickert. Mit sechs Beiträgen. Hohenheim, Stuttgart/Leipzig 2000, ISBN 3-89850-011-X.
- Die Chance der Deutschen. Ein Gesprächsbuch. Hans-Dietrich Genscher im Gespräch mit Guido Knopp. Pendo, Munique 2008, ISBN 978-3-86612-190-4.
- Die Rolle Europas im Kontext der Globalisierung, in: Caroline Y. Robertson-von Trotha (Ed.): Herausforderung Demokratie. Demokratisch, (= Kulturwissenschaft interdisziplinär/Interdisciplinary Studies on Culture and Society, Bd. 6), Baden-Baden 2011, ISBN 978-3-8329-5816-9.
- Zündfunke aus Prag. Wie 1989 der Mut zur Freiheit die Geschichte veränderte, mit Karel Vodička. dtv, München 2014, ISBN 978-3-423-28047-1.
- Meine Sicht der Dinge. Im Gespräch mit Hans-Dieter Heumann. Propyläen, Berlim, 2015, ISBN 978-3-549-07464-0.

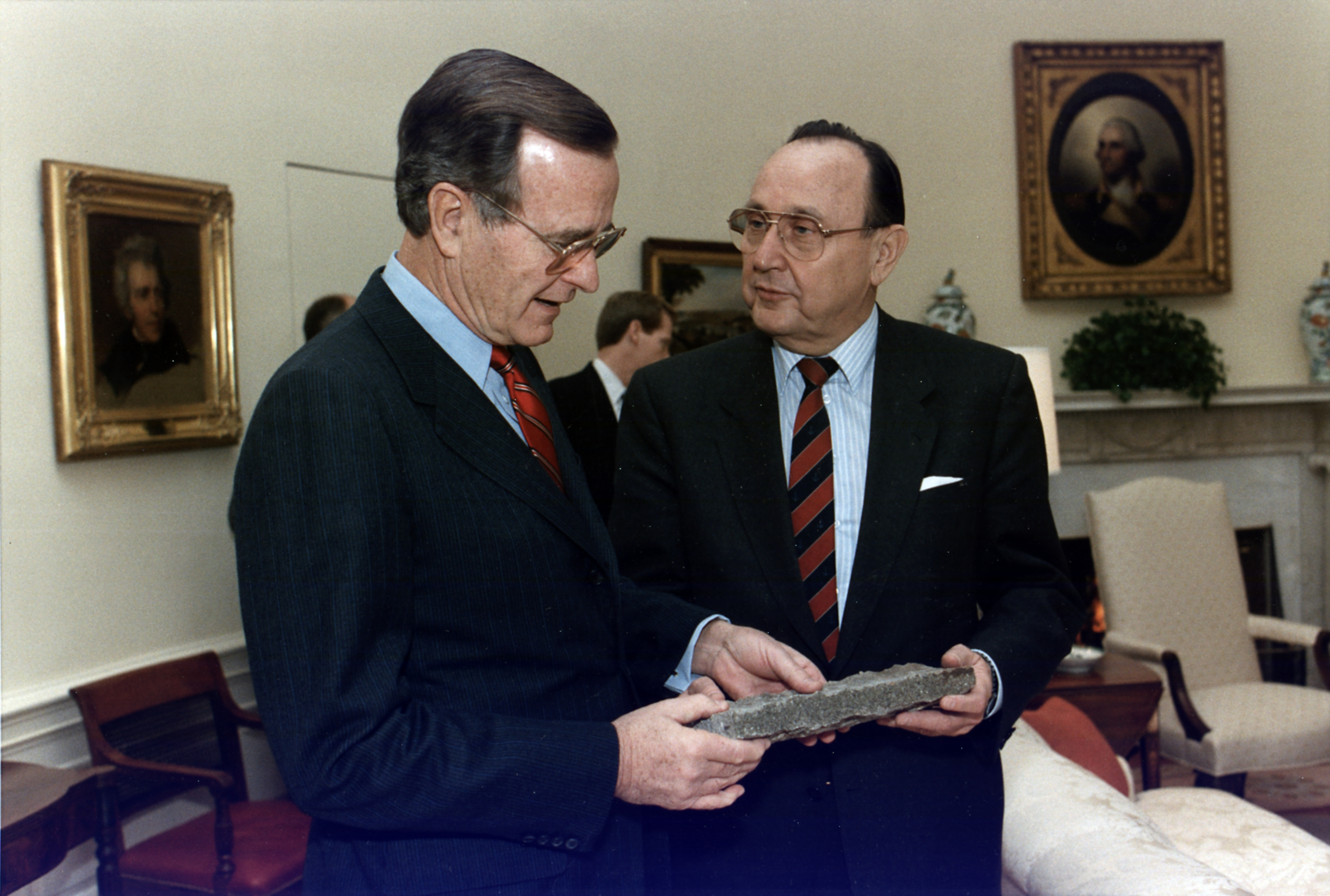
George H. W. Bush e Hans-Dietrich Genscher, em 21 de novembro de 1989.